# Uden ord (film fra 2011)
 For alternative betydninger, se Uden ord. (Se også artikler, som begynder med Uden ord)
Uden ord er en dokumentarfilm fra 2011 instrueret af Sun Hee Engelstoft.

## Handling
Uden Ord er en film om et mysterium. Martine har mistet sin stemme, og hun har været stum i 11 måneder. Sammen med sin søster Erika prøver hun at finde ud af, hvorfor hendes stemme er forsvundet. Hun forsøger desperat på at få den tilbage. Hvis det lykkedes, vil stemmen da være forandret? Vil Martine?